# Miss Modular
Miss Modular est un maxi du groupe anglais Stereolab, sorti en septembre 1997.
Miss Modular est arrivé en 60e position de l'UK Singles Chart.

## Liste des titres
1. Miss Modular – 4:16
2. Allures – 3:29
3. Off-On – 5:26
4. Spinal Column – 2:53